# アインソン県
アインソン県（アインソンけん、ベトナム語：Huyện Anh Sơn / 縣英山? ）は、ベトナム社会主義共和国ゲアン省の県。面積は592.5 km²、人口は132,060人（2009年）である。

## 行政区画
1市鎮20社を管轄する。